# Önder Akdağ
Önder Akdağ (* 28. November 1991 in Saruhanlı) ist ein türkischer  Fußballspieler in Diensten von Akhisar Belediyespor.

## Karriere

### Vereinskarriere
Akdağ begann mit dem Vereinsfußball in der Jugend von Saruhanlı Belediyespor und spielte anschließend in den Jugendabteilungen von İshak Çelebi Belediyespor und Akhisar Belediyespor. Im Frühjahr 2011 erhielt er hier einen Profivertrag, spielte er weiterhin fast ausschließlich für die Reservemannschaft. Ab der Saison 2011/12 wurde er auch am Mannschaftstraining der Profis beteiligt und bei einigen Spielen als Ergänzungsspieler in den Mannschaftskader für die Ligaspiele involviert. Sein Debüt für die Profis machte er am 24. September 2011 in einem Ligaspiel gegen Boluspor. Zum Saisonende erreichte man völlig überraschend die Meisterschaft der TFF 1. Lig und damit den direkten Aufstieg in die Süper Lig. Sein zum Saisonende auslaufender Vertrag mit Akhisar Belediyespor wurde nicht verlängert.

## Erfolge
- Mit Akhisar Belediyespor:
  - 2011/12 Meisterschaft der TFF 1. Lig
  - 2011/12 Aufstieg in die Süper Lig